# Curel (Haute-Marne)
Curel é uma comuna francesa na região administrativa de Grande Leste, no departamento de Haute-Marne. Estende-se por uma área de 7,63 km². Em 2010 a comuna tinha 415 habitantes (densidade: 54,4 hab./km²).